# Lidtjärnen (Malå socken, Lappland)
Lidtjärnen är en sjö i Malå kommun i Lappland och ingår i Skellefteälvens huvudavrinningsområde.